# Ruinas de Coctaca
Las Ruinas de Coctaca son un sitio precolombino en el noroeste de Argentina al lado de la localidad Coctaca. Se encuentran a unos diez kilómetros al noreste de la ciudad de Humahuaca. Con una superficie de 40 hectáreas son el mayor sitio arqueológico del norte de Argentina.
Las ruinas son en su mayoría terrazas que se utilizaban para fines agrícolas. Algunas viviendas también se encuentran en el sitio. Hasta 1593, este lugar fue cultivado por los Kollas locales, llamados Omaguacas o Humahuacas. El sitio tenía un sofisticado sistema de irrigación y rendía más que sus propias necesidades.